# العلاقات الغرينادية القطرية
العلاقات الغرينادية القطرية هي العلاقات الثنائية التي تجمع بين غرينادا وقطر.

## مقارنة بين البلدين
هذه مقارنة عامة ومرجعية للدولتين:
| وجه المقارنة                                              | غرينادا                                | قطر           |
| --------------------------------------------------------- | -------------------------------------- | ------------- |
| المساحة (كم2)                                             | 348                                    | 11.44 ألف     |
| عدد السكان (نسمة)                                         | 107.83 ألف                             | 2.64 مليون    |
| الكثافة السكانية (ن./كم²)                                 | 30.99 ألف                              | 230.77        |
| العاصمة                                                   | سانت جورجز                             | الدوحة        |
| اللغة الرسمية                                             | لغة إنجليزية، إنكليزية غرنادة المولدة ‏ | اللغة العربية |
| العملة                                                    | دولار شرق الكاريبي                     | ريال قطري     |
| الناتج المحلي الإجمالي (بليون دولار)                      | 1.12 مليار                             | 167.61 مليار  |
| الناتج المحلي الإجمالي (تعادل القوة الشرائية) بليون دولار | 1.45 مليار                             | 316.40 مليار  |
| الناتج المحلي الإجمالي الاسمي للفرد دولار أمريكي          | 9.21 ألف                               | 73.65 ألف     |
| الناتج المحلي الإجمالي للفرد دولار أمريكي                 | 12.43 ألف                              | 141.54 ألف    |
| مؤشر التنمية البشرية                                      | 0.750                                  | 0.850         |
| رمز المكالمات الدولي                                      | +1473                                  | +974          |
| رمز الإنترنت                                              | .gd                                    | .qa           |
| المنطقة الزمنية                                           | 00                                     | ت ع م+03:00   |

## منظمات دولية مشتركة
يشترك البلدان في عضوية مجموعة من المنظمات الدولية، منها:
| علم المنظمة | اسم المنظمة                               | تاريخ انضمام غرينادا | تاريخ انضمام قطر |
| ----------- | ----------------------------------------- | -------------------- | ---------------- |
|             | الاتحاد البريدي العالمي                   | ?                    | ?                |
|             | يونسكو                                    | 17 فبراير 1975       | 27 يناير 1972    |
|             | البنك الدولي للإنشاء والتعمير             | 27 أغسطس 1975        | 25 سبتمبر 1972   |
|             | منظمة التجارة العالمية                    | ?                    | ?                |
|             | وكالة ضمان الاستثمار متعدد الأطراف        | 12 أبريل 1988        | 22 أكتوبر 1996   |
|             | الاتحاد الدولي للاتصالات                  | 17 نوفمبر 1981       | 27 مارس 1973     |
|             | منظمة الشرطة الجنائية الدولية             | ?                    | ?                |
|             | مؤسسة التمويل الدولية                     | 28 أغسطس 1975        | 11 أكتوبر 2008   |
|             | الأمم المتحدة                             | 17 سبتمبر 1974       | 21 سبتمبر 1971   |
|             | منظمة حظر الأسلحة الكيميائية              | ?                    | ?                |
|             | المركز الدولي لتسوية المنازعات الاستشارية | 23 يونيو 1991        | 20 يناير 2011    |

## وصلات خارجية
- موقع وزارة الخارجية القطرية